# Ron Barassi
Ronald Dale Barassi Jr. Junior (Castlemaine, 27 febbraio 1936 – Melbourne, 16 settembre 2023) è stato un giocatore di football australiano australiano.
È considerato da molti esperti il più forte footballer della storia.

## Biografia
Suo bisnonno era italiano e suo padre Ron Barassi Senior fu pure un professionista di footy: fu il primo footballer a perire nella seconda guerra mondiale. Nell'Australian Football Hall of Fame esistono campioni definiti leggende e Barassi fu il primo a entrarvi con tale titolo.
Fu professionista dal 1953 al 1969: per avere solo un'idea di quanto significhi questa leggenda nella cultura australiana si consideri che con l'espressione Barassi Line si suole indicare una linea immaginaria di demarcazione che divide la zona dell'isola australiana dove il football australiano è più popolare dalle altre zone dove più popolari sono rugby a 13 e rugby a 15.
Inoltre il Torneo Internazionale giovanile Barassi è la più importante competizione giovanile di aussie rules del mondo; in suo onore è stata eretta una statua che lo ritrae in azione, vicino al Melbourne Cricket Ground.